# گلیننو (شهرستان وانگروویتس)
گلیننو (به لهستانی:  Glinno) یک روستا در لهستان است که در گمینا سکوکی واقع شده‌است.